# Michael von Schleinitz
Michael von Schleinitz (* um 1507; † 9. Juli 1553 bei Sievershausen) war ein leitender kursächsischer Beamter. Er war Amtmann des Amtes Freiberg im Erzgebirge.

## Leben und Wirken
Er stammte aus dem sächsischen Adelsgeschlecht von Schleinitz und war der Sohn von Dietrich dem Jüngeren von Schleinitz auf Seerhausen, der 1526 zusätzlich auch das Rittergut Jahnishausen erwarb. 
Im Januar 1549 wurde er von der sächsischen Kanzlei in Dresden in sein neues Arbeitsgebiet als Amtmann der sächsischen Bergstadt Freiberg eingewiesen. 
Er fiel in der Schlacht bei Sievershausen, in der auch Kurfürst Moritz ums Leben kam. 
Im Dom zu Meißen erinnert in der Schleinitzkapelle ein Kenotaph an Michael von Schleinitz.